# Die Macht in dir
Die Macht in dir ist ein Lied der Band Zeraphine, das die Gruppe 2004 als Vorab-Single zu ihrem dritten Album Blind Camera veröffentlichte. Es entwickelte sich zu einem Charterfolg und Clubhit.

## Hintergrund und Veröffentlichungen
Das Stück Die Macht in dir entstand in der Ausarbeitung des fünften Studioalbums Blind Camera. Nach der Veröffentlichung des Albums Traumaworld bestritt die Gruppe eine Tournee mit der Dark-Rock-Band HIM und erschloss sich neue Hörerschaften. Zugleich arbeitete die Gruppe an neuem Songmaterial. Text und Musik von Die Macht in dir schrieb Sven Friedrich. Zur Aufnahme des Stücks bestand Zeraphine neben dem Sänger Friedrich aus dem Bassisten Michael Nepp, dem Schlagzeuger Marcellus Puhlemann und den Gitarristen Manuel Senger und Norman Selbig. Die Aufnahmen fanden im Thommy Hein Tonstudios in Berlin statt, wo Friedrich auch arbeitet. Entsprechend lang konnte der Aufnahmeprozess des Albums gestreckt werden und die Single noch vor Abschluss der Albumaufnahmen erscheinen. Die Produktion, Technik, Abmischung und Mastering übernahm Thommy Hein.
Drakkar Entertainment, E-Wave Records und BMG Music Publishing veröffentlichten Die Macht in dir als Single am 18. Oktober 2004 (Katalognummer: e-Wave 033, 82876-649682) und finanzierten ein Musikvideo zum Stück. Die Single erschien in einer limitierten Version mit vier Titeln und dem Video als CD-Rom-Track und in einer weiteren regulären und vorab zu Promotionszwecken an Radiostationen, DJs und die Musikpresse verschickten Variante. Die Regie des Musikvideos übernahm Alexander Diezinger. Das Video erzählt eine Casino-Geschichte der 1920er-Jahre bei der eine Nachtclub-Tänzerin vom Inhaber beim Roulette betrogen wird. Die Band tritt als Unterhaltungsmusiker im Hintergrund des Abends auf. Zum Ende des Videos wehrt sich die Frau gegen einen Übergriff des Casino-Inhabers als Friedrich dazukommt und gemeinsam mit der Frau und der Band das Casino verlässt. Das Album folgte am 7. Januar des folgenden Jahres (Katalognummern: e-wave 036). In This Together wurde als zweites Lied platziert.

## Erfolg und Rezeption
Das Musikvideo wurde in die Rotation von VIVA aufgenommen. Die Macht in dir stieg am 1. November auf dem 61. Platz in die deutschen Charts ein und hielt sich für zwei Wochen in den Top 100. Die Macht in dir war damit der erste Top-100-Single-Charterfolg der Gruppe.
Besprechungen des Stücks wiesen früh auf Erfolgschancen hin. Die absolvierte Tournee mit HIM habe der Band höhere Aufmerksamkeit beschert und das Stück füge sich gut in die aktuelle „deutsche Musikszene“. Insbesondere auf den zeitnahen Erfolg der Gruppe Oomph! verweisend sahen Rezensenten in dem Stück Erfolgspotential.

„Deutsche Texte sind heuer schick, eine schöne Melodie Pflicht für die Charts, eine gesunde Portion Melancholie angesagt wie nie. ZERAPHINE bedienen alles, ‚Die Macht In Dir‘ rockt sich wavig ins Ohr, ein vorhersehbarer Song, der aber ganz klar mit seiner herrlich effektiven Melodie punktet.“

Weitere Besprechungen variierten im Urteil. So hieß es für Medienkonverter, dass das Stück eher „[f]ür die eingefleischten Fans“ interessant sei. Auch in einer für Vampster verfassten Rezension wurde die Musik als „äußerst solide Arbeit“ eher mittelmäßig beurteilt. So sei Die Macht in dir „keinen Mega-Hit“ hieß es für das Webzine Mainstage, könne der Band jedoch die gewonnene Popularität im Mainstream festigen.

## Musik und Text
Die Macht in dir wurde im 4/4-Takt und im Grundton h-Moll bei einem Tempo von 131 BpM geschrieben. Das Stück gilt als besonders energiegeladen und einigermaßen tanzbar. Musikalisch behielt die Band ihre Ausrichtung bei und bot „harte Gitarren, dynamische Drums und elektronische Kleinigkeiten.“ Die Härte des Gitarrenspiels bleibe allerdings „im Bandkontext“ einer „melancholisch-gefühlige[n]“ Grundstruktur. So verbinde Zeraphine „treibende Rockgitarren[,] dezenten Elektronica“ mit dem Gesang von Sven Friedrich, der „auf einen prägnanten Refrain“ hinarbeite. Die markante Stimme des Sängers nehme „eine nicht ganz unwichtige Rolle [ein] und verleih[e] dem Titel eine charismatische Note.“ Das Stück ist mit ruhigen Strophen versehen, die im dynamischen Wechsel zum Refrain stehen. Friedrich singt in den Strophen ruhig und im Refrain schneller und kraftvoller. Sein Gesang wird mit dezent „wütenden Background-Shouts, welche immer mal wieder eingesetzt werden“´ergänzt.
Der Text ist derweil als eine dialogische Ansprache verfasst. Text und Melodie weisen dabei Ähnlichkeit mit Das weisse Licht von Oomph! auf, derweil mit Die Macht in dir Friedrich die formulierte Ansprache und Fragen mit anderer Bedeutung formuliert. Der Text von Die Macht in dir handelt, anders als Das weisse Licht davon „sich von den persönlichen Fesseln zu befreien“ die nicht näher benannt werden. 

„Spürst du die Macht in dir?

Sieh wie das Licht sich verändert

Spürst du die Last nicht mehr?

Bist du vom Leben geblendet?

Schau nicht weg!“

## Titellisten der unterschiedlichen Singleversionen
Reguläre und Promo-Single
1. Die Macht in dir: 3:16
2. Kaltes Herz (Version): 3:43
3. Die Macht in dir (Club Remix): 4:41

Limitierte Single
1. Die Macht in dir: 3:16
2. Kaltes Herz (Version): 3:43
3. Until I Finally Drown (Acoustic Version): 3:33
4. Die Macht in dir (Club Remix): 4:41
5. Die Macht in dir (Video): 3:20